# Pulicaria salviifolia
Pulicaria salviifolia là một loài thực vật có hoa trong họ Cúc. Loài này được Bunge miêu tả khoa học đầu tiên năm 1854.